# 맨스 TT 슈퍼 바이크
《맨스 TT 슈퍼 바이크》(Manx TT Super Bike)는 하트메이커와 Sega-AM4가 공동으로 개발한 1995년 아케이드 경주 게임이다. 그 이후 시그노시스와 Tantalus Interactive에 의해 세가 새턴으로 포팅되었으며 그 다음에 퍼펙트 엔터테인먼트에 의해 윈도우로 포팅되었다. 세가 모델 2 아케이드 보드용으로 개발된 최초의 모터사이클 레이싱 게임이다. 충분한 캐비닛이 서로 연결되어 있으면 최대 8명이 게임을 즐길 수 있으며, 이후 데이토나 USA가 이러한 방식을 따른다.
이 게임의 배경은 맨섬에서 개최되는 세계에서 유명한 모터사이클 레이싱 이벤트인 아일 오브 맨 TT이다. 2개의 코스가 있으며, 하나는 초보자용 Laxey Coast 코스, 나머지 하나는 베테랑 선수용으로서 더 어려운 TT ("투어리스트 트로피") 코스이다. TT 코스가 맨섬의 실제 코스에 기반을 두고 있는 반면, Laxey Coast는 게임 개발사가 설계한 가공의 코스이지만 이 장면은 맨섬에서 가져온 것이다.

## 출시
새턴과 PC 릴리스는 모든 CD 플레이어에서 재생 가능한 표준 레드북 오디오로서 게임 사운드트랙을 가지고 있다.

### 새턴→PC 변환
새턴 게임 기반의 PC 변환은 영국의 스튜디오 시그노시스에 의해 포팅되었으며 시각 및 게임플레이 모드에 대한 개선을 제공하였다.

## 평가
| 평가 |               |
| --- | ------------- |
| 평론 점수 평론사 점수 EGM 6.75/10 [ 4 ] 게임스팟 6.3/10 (SAT) [ 5 ] 넥스트 제네레이션 (ARC) [ 6 ] (SAT) [ 7 ] Saturn Power 92% (SAT) [ 8 ] Sega Saturn Magazine 91% (SAT) [ 9 ] |               |
| 평론 점수 |               |
| 평론사 | 점수          |
| EGM | 6.75/10       |
| 게임스팟 | 6.3/10 (SAT)  |
| 넥스트 제네레이션 | (ARC) · (SAT) |
| Saturn Power | 92% (SAT)     |
| Sega Saturn Magazine | 91% (SAT)     |